# Неою
Неою (рум. Năoiu) — село у повіті Клуж в Румунії. Входить до складу комуни Кемерашу.
Село розташоване на відстані 301 км на північний захід від Бухареста, 38 км на схід від Клуж-Напоки.

## Населення
За даними перепису населення 2002 року у селі проживала 581 особа.
Національний склад населення села:
| Національність | Кількість осіб | Відсоток |
| -------------- | -------------- | -------- |
| румуни         | 521            | 89,7%    |
| цигани         | 48             | 8,3%     |
| угорці         | 12             | 2,1%     |

Рідною мовою назвали:
| Мова      | Кількість осіб | Відсоток |
| --------- | -------------- | -------- |
| румунська | 552            | 95,0%    |
| циганська | 18             | 3,1%     |
| угорська  | 11             | 1,9%     |